# (4345) Rachmaninoff
(4345) Rachmaninoff es un asteroide perteneciente al cinturón de asteroides, descubierto el 11 de febrero de 1988 por Eric Walter Elst desde el Observatorio de La Silla, Chile.

## Designación y nombre
Designado provisionalmente como 1988 CM2. Fue nombrado Rachmaninoff en honor compositor, pianista y director de orquesta ruso-soviético Serguéi Rajmáninov.

## Características orbitales
Rachmaninoff está situado a una distancia media del Sol de 2,904 ua, pudiendo alejarse hasta 3,004 ua y acercarse hasta 2,804 ua. Su excentricidad es 0,034 y la inclinación orbital 2,857 grados. Emplea 1807 días en completar una órbita alrededor del Sol.

## Características físicas
La magnitud absoluta de Rachmaninoff es 12,5. Tiene 9,506 km de diámetro y su albedo se estima en 0,214.